# Сдвиг во времени
«Сдвиг во времени» (англ. Timelag) — фантастический роман американского писателя Пола Андерсона. Впервые опубликован в 1961 г. Другой перевод названия — «Отставание во времени».

## Сюжет
На 522 год со дня своего основания колония планеты Вайнамо, обитатели которой живут спокойной патриархальной жизнью, подвергается внезапной атаке из космоса жителями другой планеты — Черткои, которая уже завоевала две другие планеты. Главная героиня повести — Эльва, дочь магната-землевладельца, после того, как её муж Карлави пал в бою, прячет своего грудного сына Хауки, но попадает в плен к агрессорам, вынуждена стать любовницей их командующего Борса Голье и прибыть с ним на Черткои. Расстояние между Вайнамо и Черткои составляет 15 световых лет — это 15 лет полёта на околосветовой скорости в одну сторону, и когда Эльва вместе с агрессорами возвращается к родной планете, на ней проходит 30 лет. Для неё же и для других космолётчиков из-за замедления времени при движении на околосветовых скоростях проходят считанные недели. Начинается второе вторжение черткоиан на Вайнамо. Агрессор силён — он обладает ядерным оружием и господствует в космосе и атмосфере. Вайнамоанцы снова разгромлены, их столица Юваскула подвергнута ядерному удару, вайнамоанская промышленность уничтожена. Третье вторжение, которое должно осуществиться ещё через 30 лет по вайнамоанскому времени, поставит окончательную точку в завоевании планеты.
Однако Эльва верит в своих соотечественников. Она убедила их не применять биологическое оружие, которое уничтожило бы как захватчиков, так и большую часть населения Черткои. Снова оказавшись на Черткои, Эльва добивается того, чтобы черткоианцы взяли пленных вайнамоанцев с собой на Вайнамо. Третье вторжение — тысячи военных и транспортных кораблей — встречает вайнамоанский флот, оснащённый современным оружием и новыми гравитационными генераторами. В космическом сражении агрессор разбит, Эльва освобождена и встречает молодого командира вайнамоанцев — своего внука, ведь пока для неё по её времени прошло всего 2 года, на Вайнамо минуло уже более 60 лет.

## Публикации
- Пол Андерсон. Короли на заклание. — СПб.: Лениздат, 1992. — 384 с. — 100 000 экз. — ISBN 5-289-01480-2.